# Ghislaine (roman)
Pour les articles homonymes, voir Ghislaine.
 (octobre 2015).
Si vous disposez d'ouvrages ou d'articles de référence ou si vous connaissez des sites web de qualité traitant du thème abordé ici, merci de compléter l'article en donnant les références utiles à sa vérifiabilité et en les liant à la section « Notes et références ».
Ghislaine est un roman d'Hector Malot publié en 1887

## Résumé
Fin 19e, à la mairie du Palais-Royal, le conseil de famille de la princesse de Chambray vote l'émancipation de Ghislaine à 18 ans et désigne son tuteur, le comte de Chambray, curateur malgré lui.
Son professeur de musique, Nicétas, la viole avant de partir en Amérique.
Chambray constate sa grossesse et l'emmène en Italie. Ghislaine accouche d'une fille, Claude. Ils rentrent à Chambray en laissant l'enfant sur place.
La jeune femme épouse le comte d'Unières.
Chambray fait revenir Claude chez son nouveau garde, Dagomer. Il meurt huit ans plus tard et Claude hérite, laissant croire qu'elle était sa fille. 
Nicétas revient d'Amérique et apprend sa paternité. Il enlève Claude mais Dagomer le tue.
Ghislaine avoue la vérité à son mari.